# Eurhopalothrix insidiatrix
Eurhopalothrix insidiatrix är en myrart som beskrevs av Taylor 1980. Eurhopalothrix insidiatrix ingår i släktet Eurhopalothrix och familjen myror. Inga underarter finns listade i Catalogue of Life.

## Bildgalleri

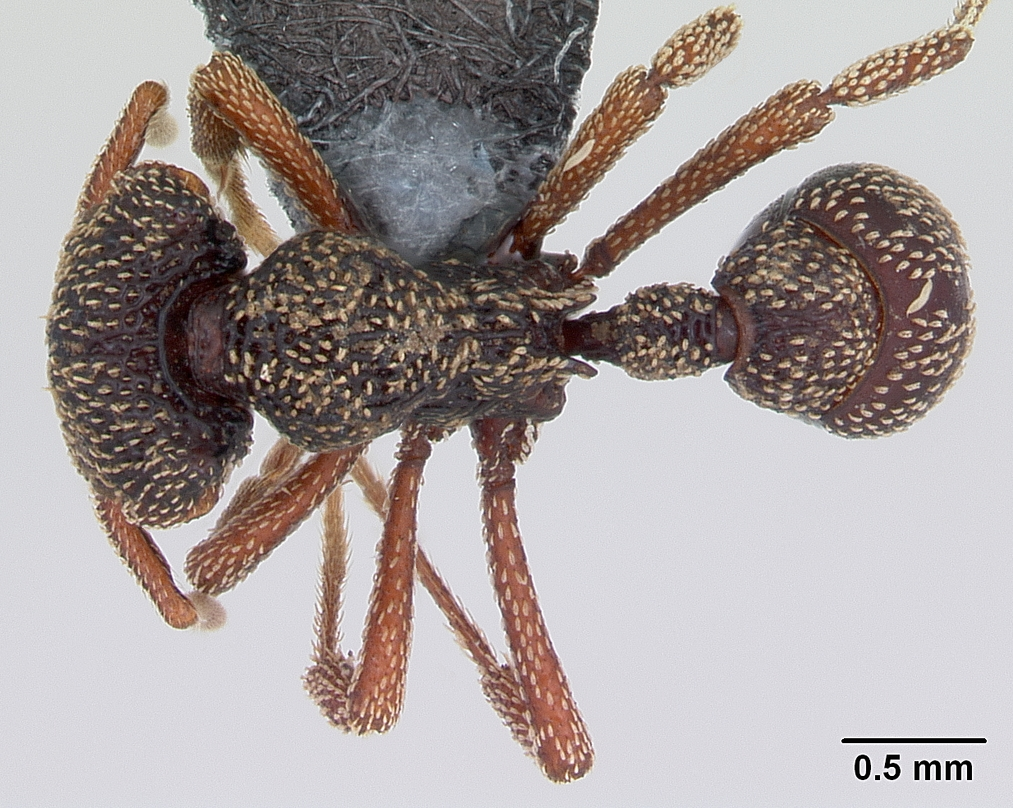
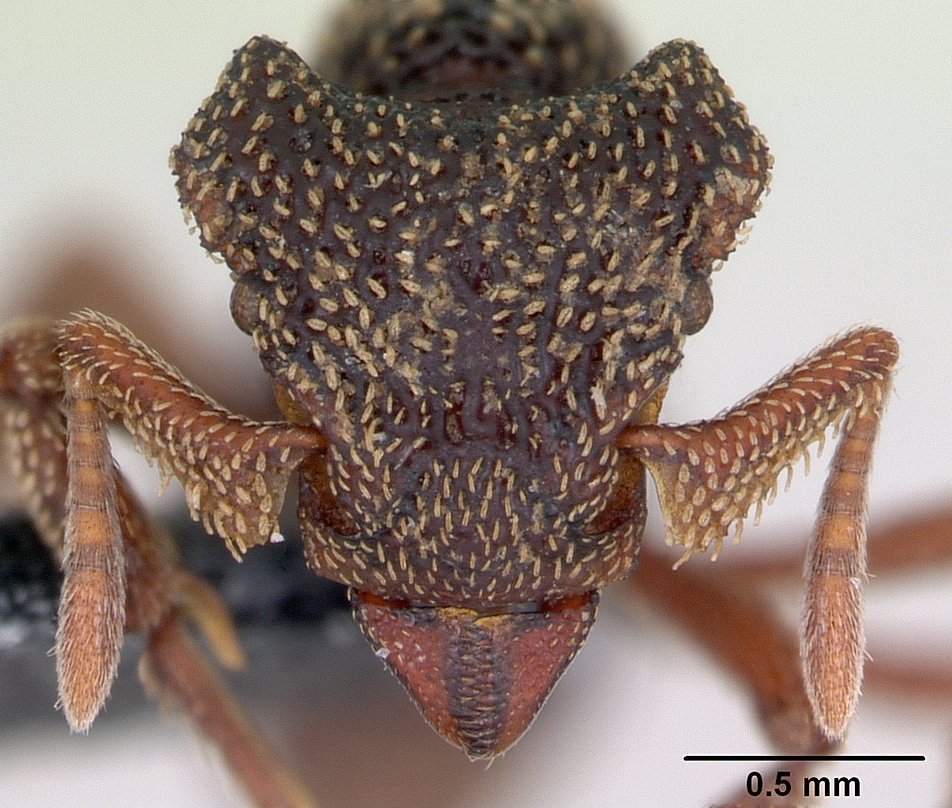
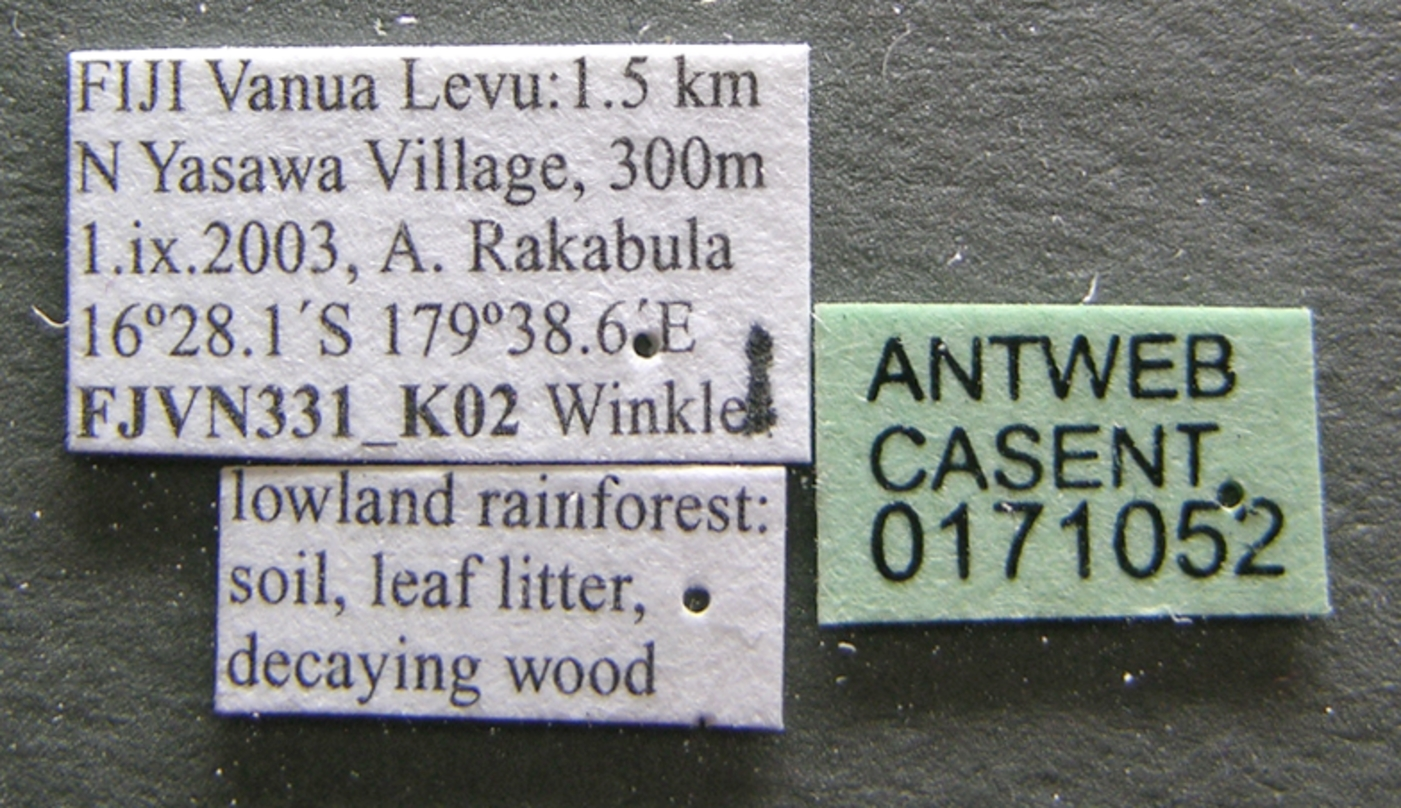
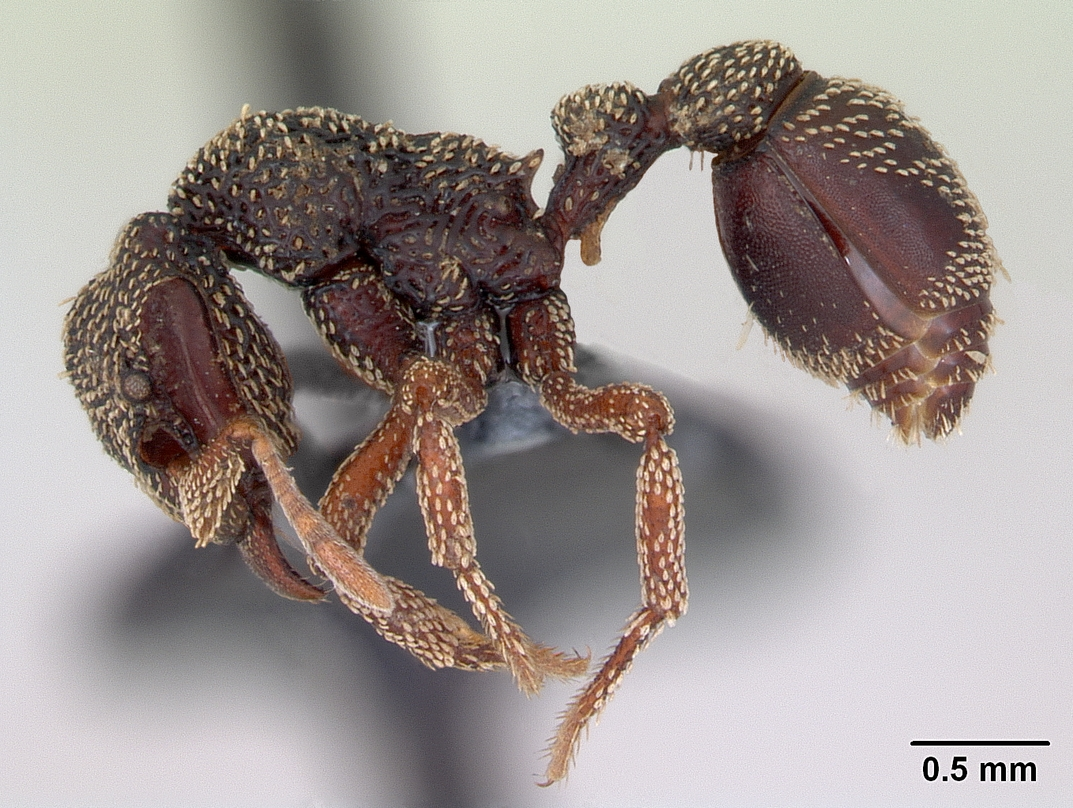